# Proporocyclina
Proporocyclina es un género de foraminífero bentónico de la familia Asterocyclinidae, de la superfamilia Nummulitoidea, del suborden Rotaliina y del orden Rotaliida. Su especie tipo es Discocyclina perpusilla. Su rango cronoestratigráfico abarca el Eoceno.

## Clasificación
Proporocyclina incluye a las siguientes especies:
- Proporocyclina bainbridgensis †
- Proporocyclina convexicamerata †
- Proporocyclina cedarkeysensis †
- Proporocyclina clarki †
- Proporocyclina compacta †
- Proporocyclina hannai †
- Proporocyclina penonensis †
- Proporocyclina perpusilla †
- Proporocyclina pertenuis †
- Proporocyclina renzi †
- Proporocyclina schomburgki †
- Proporocyclina teres †
- Proporocyclina zaragosensis †